# Les Landes-Genusson
Les Landes-Genusson là một xã ở tỉnh Vendée trong vùng Pays de la Loire, Pháp. Xã này có diện tích 31,33 kilômét vuông, dân số năm 2006 là 2230 người. Xã này nằm ở khu vực có độ cao trung bình 110 mét trên mực nước biển. Danh xưng dân địa phương trong tiếng Pháp là Landais.

## Biến động dân số
| Năm | 1962  | 1968  | 1975  | 1982  | 1990  | 1999  | 2006  |
| --- | ----- | ----- | ----- | ----- | ----- | ----- | ----- |
| Dân số | 1 570 | 1 632 | 1 792 | 1 941 | 2 004 | 1 986 | 2 230 |
| From the year 1962 on: No double counting—residents of multiple communes (e.g. students and military personnel) are counted only once. |       |       |       |       |       |       |       |